# Châtellerault (quận)
Quận Châtellerault là một quận của Pháp, nằm ở tỉnh Vienne, ở vùng Nouvelle-Aquitaine. Quận này có 12 tổng và 96 xã.

## Các đơn vị hành chính

### Các tổng
Các tổng của quận Châtellerault là: 
1. Châtellerault-Nord
2. Châtellerault-Ouest
3. Châtellerault-Sud
4. Dangé-Saint-Romain
5. Lencloître
6. Loudun
7. Moncontour
8. Monts-sur-Guesnes
9. Pleumartin
10. Saint-Gervais-les-Trois-Clochers
11. Les Trois-Moutiers
12. Vouneuil-sur-Vienne

### Các xã
Các xã của quận Châtellerault, và mã INSEE là: 
| 1. Angliers (86005)                     | 2. Antran (86007)                            | 3. Archigny (86009)              | 4. Arçay (86008)               |
| 5. Aulnay (86013)                       | 6. Availles-en-Châtellerault (86014)         | 7. Basses (86018)                | 8. Beaumont (86019)            |
| 9. Bellefonds (86020)                   | 10. Berrie (86022)                           | 11. Berthegon (86023)            | 12. Beuxes (86026)             |
| 13. Bonneuil-Matours (86032)            | 14. Bournand (86036)                         | 15. Buxeuil (86042)              | 16. Ceaux-en-Loudun (86044)    |
| 17. Cenon-sur-Vienne (86046)            | 18. Cernay (86047)                           | 19. Chalais (86049)              | 20. Chenevelles (86072)        |
| 21. Chouppes (86075)                    | 22. Châtellerault (86066)                    | 23. Colombiers (86081)           | 24. Coussay (86085)            |
| 25. Coussay-les-Bois (86086)            | 26. Craon (86087)                            | 27. Curçay-sur-Dive (86090)      | 28. Dangé-Saint-Romain (86092) |
| 29. Dercé (86093)                       | 30. Doussay (86096)                          | 31. Glénouze (86106)             | 32. Guesnes (86109)            |
| 33. Ingrandes (86111)                   | 34. La Chaussée (86069)                      | 35. La Grimaudière (86108)       | 36. La Puye (86202)            |
| 37. La Roche-Posay (86207)              | 38. La Roche-Rigault (86079)                 | 39. Leigné-les-Bois (86125)      | 40. Leigné-sur-Usseau (86127)  |
| 41. Lencloître (86128)                  | 42. Les Ormes (86183)                        | 43. Les Trois-Moutiers (86274)   | 44. Leugny (86130)             |
| 45. Loudun (86137)                      | 46. Lésigny (86129)                          | 47. Mairé (86143)                | 48. Martaizé (86149)           |
| 49. Maulay (86151)                      | 50. Mazeuil (86154)                          | 51. Messemé (86156)              | 52. Moncontour (86161)         |
| 53. Mondion (86162)                     | 54. Monthoiron (86164)                       | 55. Monts-sur-Guesnes (86167)    | 56. Morton (86169)             |
| 57. Mouterre-Silly (86173)              | 58. Naintré (86174)                          | 59. Nueil-sous-Faye (86181)      | 60. Orches (86182)             |
| 61. Ouzilly (86184)                     | 62. Oyré (86186)                             | 63. Pleumartin (86193)           | 64. Port-de-Piles (86195)      |
| 65. Pouant (86197)                      | 66. Pouançay (86196)                         | 67. Prinçay (86201)              | 68. Ranton (86205)             |
| 69. Raslay (86206)                      | 70. Roiffé (86210)                           | 71. Saint-Christophe (86217)     | 72. Saint-Clair (86218)        |
| 73. Saint-Genest-d'Ambière (86221)      | 74. Saint-Gervais-les-Trois-Clochers (86224) | 75. Saint-Jean-de-Sauves (86225) | 76. Saint-Laon (86227)         |
| 77. Saint-Léger-de-Montbrillais (86229) | 78. Saint-Rémy-sur-Creuse (86241)            | 79. Saint-Sauveur (86245)        | 80. Saires (86249)             |
| 81. Saix (86250)                        | 82. Sammarçolles (86252)                     | 83. Savigny-sous-Faye (86257)    | 84. Scorbé-Clairvaux (86258)   |
| 85. Senillé (86259)                     | 86. Sossais (86265)                          | 87. Sérigny (86260)              | 88. Ternay (86269)             |
| 89. Thuré (86272)                       | 90. Usseau (86275)                           | 91. Vaux-sur-Vienne (86279)      | 92. Vellèches (86280)          |
| 93. Verrue (86286)                      | 94. Vicq-sur-Gartempe (86288)                | 95. Vouneuil-sur-Vienne (86298)  | 96. Vézières (86287)           |